# Seria Avalon
Avalon este o serie de romane fantasy creată de Marion Zimmer Bradley împreună cu Diana L. Paxson. După moartea lui Bradley, survenită în 1999, Paxson a preluat responsabilitatea continuării proiectului. Seria prezintă legendara insulă a Avalonului și diferitele femei care au marcat istoria acestui loc și a întregii Britanii.

## Considerații generale
Seria Avalon rescrie legendele Britaniei din perspectiva femeilor aflate în spatele tronului. Prin intermediul unor povestiri a căror acțiune acoperă câteva secole, ea povestește cum a fost creată mistica insulă a Avalonului, istoria acesteia, viața în Britania aflată sub ocupație romană și modul în care au căzut în uitare vechile sale tradiții din cauza unei noi religii, creștinismul. Toate poveștile sunt narate de femei care au deținut puterea în timpul vieții, cum ar fi Eilan, Înaltă Preoteasă a Sanctuarului, Elena, mama împăratului roman Constantin și Morgaine, Mare Preoteasă a Avalonului (rămasă în legendă ca vrăjitoarea Morgan le Fay).
Seria explorează povestea Regelui Arthur și legendele legate de ea din tr-o perspectivă feministă, dar și incorporând personaje și evenimente istorice, elemente de păgânism celtic și tradiții contemporane neo-păgâne. Printre temele frecvente ale seriei se numără conflictul ideologic dintre personajele păgâne și creștine, precum și credința că există înțelepciune în ambele tradiții.
Elementul de legătură între romane este însuși Avalonul și ideea că unele dintre perechile de iubiți din cadrul seriei reprezintă reîncarnarea acelorași două suflete.

## Avalonul lui Bradley
Prezentată pentru prima dată în Negurile, viziunea seriei în ceea ce privește legendara insulă a Avalonului diferă substanțial de alte versiuni, deși pornește de la legendele originale, pe care le dezvoltă. După spusele lui Geoffrey of Monmouth, Avalonul este condus de un ordin feminin, pe care Bradley îl leagă de religia britanică pre-creștină. Pornind de la legendele care asociază Avalonul cu orașul Glastonbury din Somerset, Anglia, Bradley plasează Avalonul ei într-un univers paralel cu Glastonbury, cele două locații coexistând simultan în același loc, trecerea dintr-una în cealaltă fiind posibilă invocând o ceață magică.
Conducătoarea Avalonului, Doamna Lacului (o persoană evocată de unele povești arturiene) este identificată ca Mare (Înaltă) Preoteasă în cadrul seriei. Deoarece legendele dau diferite nume acestui personaj, Doamna lui Bradley este un titlu care trece de la o generație la alta. Toate Doamnele Lacului arturiene (Viviane, Niniane, Nimue, etc.) devin personaje separate în romane, iar personajele originale sunt adăugate cronologiei istorice. Aceeași tehnică este folosită de Bradley și în ceea ce-l privește pe Merlin, care devine un titlu purtat de arhi-druizi de la o generație la alta.
Elementul central al religiei Avalonului îl constituie Zeița Mamă, un nume asociat de Bradley cu o serie de zeități celtice. Autoarea a fost influențată de tradițiile neo-păgâne (practicate la un moment dat chiar de Bradley) care se bazează pe zeități organizate într-o structură matriarhală similară.

## Romane

### Negurile
Romanul care a stat la baza creării seriei, Negurile (1983), prezintă Britania în perioada ocupației romane. Personajul principal este Morgaine, sora vitregă a Regelui Arthur și preoteasă a Avalonului. Dorința de a păstra religia păgână matriarhală a poporului său o determină să înceapă un conflict cu creștinismul, care se află în plină ascensiune în Britania, precum și cu fratele ei. Pe lângă povestea Morgainei, romanul prezintă și alte femei din acea perioadă, printre care se numără Igraine (mama lui Arthur), Viviane (Marea Preoteasă a Avalonului) și Gwenhwyfar (soția lui Arthur), pe care pietatea creștină o conduce la conflicte cu Morgaine.

### Sanctuarul
Cu o acțiune care se petrece în primul secol al erei noastre, în timpul ocupării Britaniei de către romani, Sanctuarul (1994) prezintă în principal ordinul religios păgân care a precedat fondarea Avalonului. Având la bază opera Norma, volumul povestește despre idila dintre preoteasa britanică Eilan și ofițerul roman Gaius. Sanctuarul a fost scris în colaborare de Marion Zimmer Bradley și Diana L. Paxson, ultima nefiind creditată.

### Doamna din Avalon
Structurat sub forma unei serii de povestiri, Doamna din Avalon (1997) surprinde câteva episoade distincte din istoria Avalonului, împreună cu femeile care au servit ca Înalte Preotese. Printre acestea se numără povestea lui Caillean - prima Înaltă Preoteasă care ajută la fondarea insulei -, cea a Diernei - care aranjează o căsătorie între o prințesă britanică și un ofițer roman pentru a asigura pacea - și cea a Vivianei - un personaj din romanul principal al seriei, Negurile. Din nou, colaborarea lui Paxson nu a fost creditată.

### Preoteasa din Avalon
Ocupându-se de al treilea secol, Preoteasa din Avalon (2000) adaptează o legendă care leagă figura istorică a împărătesei Elena de insula Britaniei. Romanul povestește despre idila dintre Elena (sau Eilan) și ofițerul roman Constantius, precum și despre nașterea fiului lor, Constantine, cel destinat să devină împărat. Cartea a fost începută de Bradley și finalizată de Paxson după moartea sa.

### Străbunii Avalonului
Cronologic, acțiunea acestei cărți este prima în cadrul seriei. Străbunii Avalonului (2004) povestește istoria unui grup de refugiați de pe continentul pierdut Atlantida care se stabilesc în Britania. Ei pun bazele regiunii care avea să fie cunoscută ulterior ca Glastonbury și Avalon. Acesta a fost primul volum al seriei scris în întregime de Paxson, dar apelează la elemente dintr-un volum mai vechi al lui Bradley, The Fall of Atlantis (1987), introducându-l oficial în cronologia seriei. Toate cărțile ulterioare ale seriei au fost scrise de Paxson.

### Ravens of Avalon
Cu o acțiune care o precedează pe cea a Sanctuarului, Ravens of Avalon (2007) adaptează povestea reginei războinice din istoria celtică Boudica din tribul Iceni, care s-a opus invaziei romane în Britania. Jurând răzbunare pentru violarea fiicelor sale de către invadatori, Boudica ridică o armată și invocă înspăimântătorul aspect războinic al Zeiței.

### Sword of Avalon
Relatând evenimente din Epoca Bronzului, Sword of Avalon (2009) se concentrează asupra moștenitorului de drept al tronului Britaniei, vândut ca sclav în timp ce crudul vrăjitor Galid uzurpă conducerea regiunii. Anderle, Doamna Lacului, i se opune.

## Cronologia seriei
Cărțile seriei Avalon acoperă câteva secole din istoria antică a Britaniei, dar publicarea lor nu s-a făcut în ordine cronologică. Fiecare volum povestește evenimente dintr-o perioadă istorică diferită.

### Ordinea publicării
- Negurile (1983)
- Sanctuarul (1994)
- Doamna din Avalon (1997)
- Preoteasa din Avalon (2000)
- Străbunii Avalonului (2004)
- Ravens of Avalon (2007)
- Sword of Avalon (2009)

### Ordinea cronologică
- c. 2000-1985 î.e.n - Străbunii Avalonului
- c. 800 e.n. - Sword of Avalon
- 40-61 e.n. - Ravens of Avalon
- 81-96 e.n. - Sanctuarul
- 96-118 e.n. - Doamna din Avalon, partea I
- 259-271 e.n. - Preoteasa din Avalon, partea I
- 271-285 e.n. - Preoteasa din Avalon, partea a II-a, cap. 8-11
- 285-293 e.n. - Doamna din Avalon, partea a II-a
- 293-306 e.n. - Preoteasa din Avalon, partea a II-a, cap. 9-14
- 307-329 e.n. - Preoteasa din Avalon, partea a III-a
- 440-452 e.n. - Doamna din Avalon, partea a III-a
- 461-539 e.n. - Negurile[1]

## Personajele
Personajele seriei se reîncarnează într-un nou trup de la o perioadă istorică la alta, începând cu cele prezentate în volumul The Fall of Atlantis. Mai jos se regăsesc nouă linii de "descendență" corespunzătoare personajelor principale:
|                                         | Isarma   | Adsartha |           |          |          | Osinarmen | Eilantha |        |         |
| --------------------------------------- | -------- | -------- | --------- | -------- | -------- | --------- | -------- | ------ | ------- |
| The Fall of Atlantis                    | Domaris  | Deoris   | Micon     | Riveda   | Reio-ta  |           |          |        |         |
| Străbunii Avalonului                    |          |          |           |          |          | Micail    | Tiriki   | Damisa | Tjalan  |
| Sword of Avalon                         |          | Anderle  |           | Velantos |          | Miikantor | Tirilan  |        | Galid   |
| Sanctuarul / Doamna din Avalon partea I | Caillean | Eilan    | Gawen     |          | Gaius    |           |          |        |         |
| Preoteasa din Avalon                    |          |          |           |          |          |           |          | Elena  |         |
| Doamna din Avalon partea a II-a         | Dierna   | Teleris  | Carausius |          | Allectus |           |          |        |         |
| Doamna din Avalon partea a III-a        | Viviane  | Ana      |           |          | Vortimer |           |          |        |         |
| Negurile                                | Viviane  | Morgaine | Arthur    |          | Lancelot | Uther     | Igraine  |        | Mordred |